# La favolosa Formula 3
La favolosa Formula 3 è una raccolta del gruppo musicale italiano Formula 3, pubblicato nel 1977 dall'etichetta discografica Numero Uno.

## Descrizione
Il brano La folle corsa venne presentato al Festival di Sanremo del 1971 in coppia con Little Tony. Fino ad ora era stato pubblicato solo su 45 giri e in questa raccolta viene indicato come (parte1) per differenziarlo da una versione strumentale che era la facciata B del singolo.

## Tracce
LP (Numero Uno, ZNLN 33042)
Lato A
1. Questo folle sentimento – 3:55 (Battisti, Mogol)
2. Sole giallo, Sole nero – 4:09 (Battisti, Mogol)
3. Nessuno nessuno – 4:53 (Battisti, Mogol)
4. Io ritorno solo (canta Tony Cicco) – 4:06 (Battisti, Mogol)
5. La folle corsa (parte 1) – 4:52 (Donida, Mogol)

Lato B
1. Eppur mi son scordato di te – 3:35 (Battisti, Mogol)
2. Sognando e risognando – 4:51 (Battisti, Mogol)
3. Non è Francesca – 3:32 (Battisti, Mogol)
4. Storia di un uomo e una donna – 4:39 (Battisti, Mogol)
5. Rapsodia di Radius – 5:20 (Radius, Mogol)

## Formazione
- Alberto Radius - voce, chitarra elettrica, chitarra acustica
- Gabriele Lorenzi - voce, tastiere
- Tony Cicco - voce, batteria, percussioni